# Cribelo
O cribelo é um órgão das aranhas que se encontra frontalmente às fiandeiras e se presume que seja o homólogo do oitavo par de fiandeiras das aranhas primitivas, Mesothelae e Mygalomorphae. Produz uma seda que tem uma estrutura similar a lã.
As aranhas que possuem cribelo, denominam-se cribeladas e apresentam calamistro, um conjunto de pelos especiais, que se encontram dispostos em fila, no metatarso do quarto par de patas, que é altamente variado tanto em aparência como em desenvolvimento. As aranhas sem cribelo designam-se por acribeladas. 